# Interrogatoire policier
Ne doit pas être confondu avec Interrogatoire (procédure accusatoire).

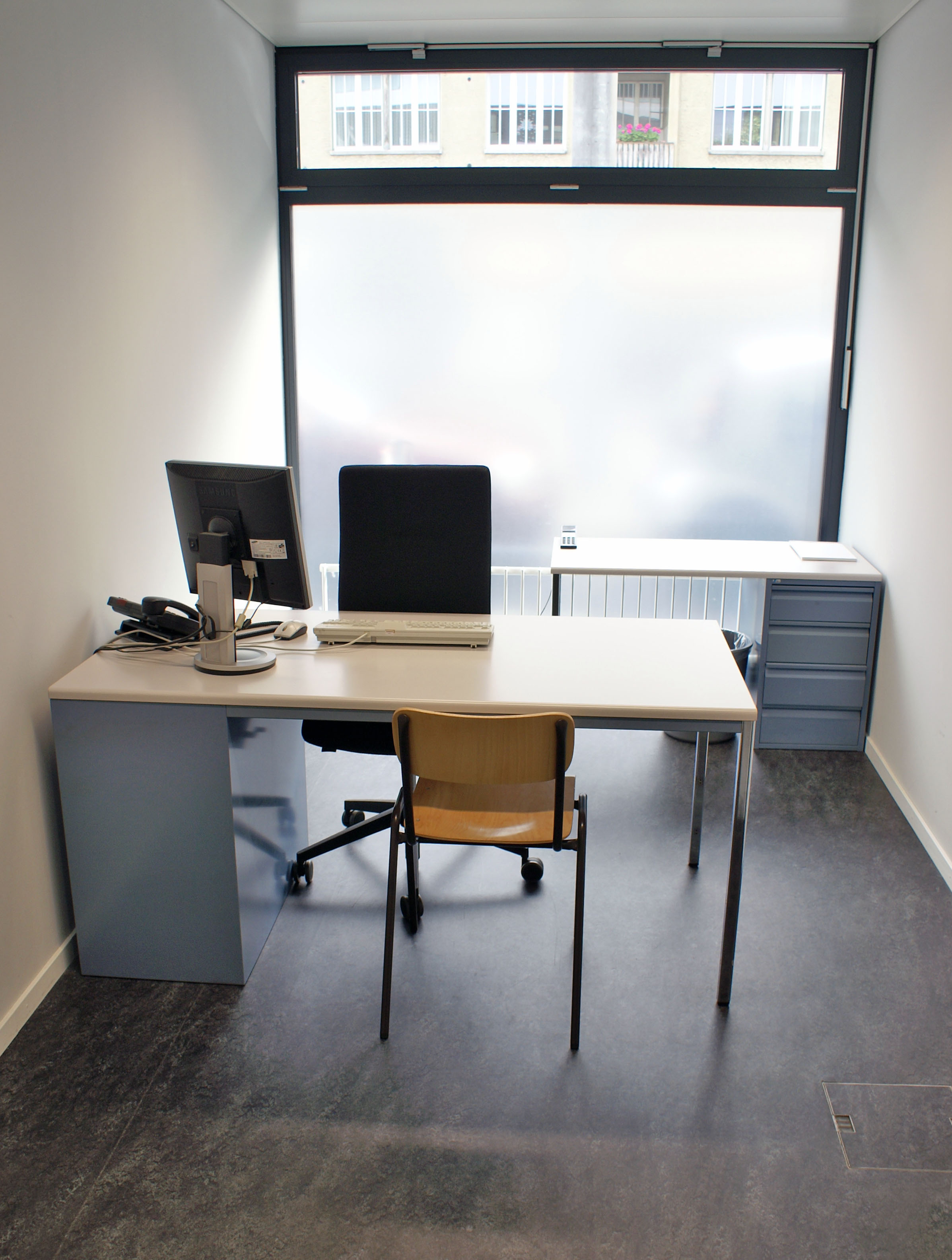
Une salle d'interrogatoire de police (Suisse, 2008).

L’interrogatoire policier/gendarme est une méthode policière employée afin d'interroger une personne considérée comme témoin ou suspecte, afin d’obtenir des informations utiles à l'enquête.

## Description

### Généralités
L'objectif de l'interrogatoire est de récolter des renseignements précis utiles à l'enquête ou d'obtenir des aveux de la personne interrogée (si elle reconnaît avoir commis certains faits).
La police n'a pas pour rôle de juger de la culpabilité de la personne ; elle établit un dossier d’enquête qui pourra être transmis à la justice (ministère public).
La personne interrogée a le droit au silence (en répondant par exemple « je n'ai rien à déclarer »). Si la personne est entendue comme témoin (pas comme prévenue), elle peut être obligée de répondre.[réf. nécessaire]

### Droit par pays

#### Canada
La Charte canadienne des droits et libertés et la common law prévoient des règles relatives à l'interrogatoire policier que tout policier doit respecter, sinon les informations obtenues seront irrecevables en preuve lors d'un procès. Le policier doit notamment respecter la règle des confessions afin que la déclaration soit faite de manière libre et volontaire par un esprit conscient. Le policier doit aussi informer le prévenu de son droit à l'assistance d'un avocat et du motif de l'arrestation. À titre d'exemple, dans l'arrêt R. c. Lafrance, la Cour suprême du Canada a rejeté une déclaration aux policiers d'un jeune homme relativement à un homicide qu'il aurait commis parce que les policiers l'ont interrogé sans lui informer de son droit à l'assistance d'un avocat. Les déclarations obtenues lors d'un interrogatoire policier sont des déclarations extrajudiciaires.

#### Suisse
L'interrogatoire est résumé par écrit dans un procès-verbal. À la fin, la personne interrogée est invitée à le signer. Si la personne le signe, elle en valide le contenu et pourra difficilement le contester plus tard.
L'interrogatoire est moins important en cas de flagrant délit ou d'abondance d'indices ; il peut être décisif quand le dossier repose sur des soupçons minimes.